# 被災者生活再建支援法
被災者生活再建支援法（ひさいしゃせいかつさいけんしえんほう、平成10年5月22日法律第66号）は、自然災害の被災者への支援に関する日本の法律である。
自然災害によりその生活基盤に著しい被害を受けた者であって経済的理由等によって自立して生活を再建することが困難なものに対し、都道府県が相互扶助の観点から拠出した基金を活用して被災者生活再建支援金を支給するための措置を定めることにより、その自立した生活の開始を支援することを目的とする。
基金は、財団法人都道府県会館（被災者生活再建支援基金部）が取り扱う。

## 成立の背景
本法律は、1995年1月17日に発生した阪神・淡路大震災をきっかけに制定された法律である。被災地では、住宅を失った被災者が公的補償の実施を望む声があったが、私有財産に公費を投じる施策に抵抗があり、当時の村山富市首相は「自然災害により個人が被害を受けた場合には、自助努力による回復が原則」であると発言している（1995年2月24日衆議院本会議参照）。
1996年9月、神戸市にあるコープこうべが、積極的な被災者支援策を政府に対して要求、全国の生協とともに「地震災害等に対する国民的保障制度を求める署名推進運動」を開始。
目標の2,500万人は達成できなかったが、コープこうべだけでも356万7,731人、全国では約2,400万人の署名を集めた。これは1997年2月に橋本龍太郎首相に提出され、政府による自然災害の被災者への支援や保障を検討する審議会の設置を要請。翌1998年4月、自由民主党、野党、市民立法案を一本化し、5月22日に共産党を除く6党合同の議員立法により成立した。これまで義援金に頼っていた被災者生活再建支援が国策の支援となった。本法律で中心的な活動を行なった小田実は4月22日参議院災害対策特別委員会で「村山富市首相が前例のない大災害とおっしゃるならば、前例のないことを我々は考えなきゃいけない」「被災者を根本的に救うためには公的援助が必要である」「阪神・淡路大震災の犠牲者の死をむだにしないためにもぜひ恒久的なものをつくっていただきたい」「国家がちゃんと面倒を見て、地方自治体も面倒を見て、その上に義援金がある、それが本当のやり方です」などと参考人意見を述べている。
本法律は、阪神・淡路大震災被災者には適用されていないが、阪神・淡路大震災復興基金がほぼ同条件で支援金を支給している。また、1999年9月30日に起きた東海村JCO臨界事故は、自然災害に当たらず本法律は適用されなかった。
2000年10月6日の鳥取県西部地震を受け、片山善博知事は「鳥取県西部地震被災者向け住宅復旧補助金制度」を設け、私有財産である住宅関連費用を公金で支援、この制度を受け、2004年3月には法改正し支援金は300万円に増額され、住宅解体撤去、ローン利子払いなどの住宅関連費用の支出が可能となった。また、2007年の能登半島地震、新潟県中越沖地震では、住宅再建に利用できるよう2度目の法改正を行なった。
2007年11月の改正は、これまで複雑な申請手続きが大幅に改善され、住宅被害程度と再建方法に応じた定額渡し切り方式となった。（都道府県会館HP参照）

## 構成
- 第1章　総則（第1条・第2条）
- 第2章　被災者生活再建支援金の支給（第3条―第5条）
- 第3章　被災者生活再建支援法人（第6条―第17条）
- 第4章　国の補助等（第18条―第20条）
- 第5章　雑則（第20条の2・第22条）
- 第6章　罰則（第23条―第25条）
- 附則

## 制度の概要
自然災害により、住宅がいずれかの被害となった世帯を対象としている。
1. 全壊
2. 半壊、又は住宅の敷地に被害が生じ、その住宅をやむを得ず解体
3. 災害による危険な状態が継続し、住宅に居住不能な状態が長期間継続（東日本大震災の原発避難者は対象外）
4. 半壊し、大規模補修を行わなければ居住困難

自然災害により住家が全壊した世帯に対し、生活必需品や引越し費用として最高100万円の支給がなされる。また、2004年3月には法の一部が改正され、被災家屋のガレキ撤去費用や住宅ローン利子等として最高200万円が支給される「居住安定支援制度」が創設された。
「自然災害」の定義は支援法第2条第1号で「暴風、豪雨、豪雪、洪水、高潮、地震、津波、噴火その他の異状な自然現象により生ずる被害をいう。」と定めており、「戦争、火災、大規模事故、人為的な爆発事故などによる被害は含まれない」が「原子力発電所の放射能漏れ事故の原因が、地震、津波の影響によるものであれば、支援法の対象」としている。（津久井進『Q＆A被災者生活再建支援法』商事法務、2011年参照）
旧制度下では、限度額の範囲内において
1. 生活に必要な物品の購入・修理費
2. 医療費
3. 住居の移転費・移転のための交通費
4. 住宅賃借の礼金
5. 家賃・仮住まいの経費（50万円が限度）
6. 住宅の解体
7. 住宅の建設・購入・補修のための借入金等の利息
8. ローン保証料・住宅の建て替え等にかかる諸経費

というように、支援金の使途は制限されていたが、2007年11月の法改正により、使途を定めない定額渡し切り方式になり、年齢・収入要件も撤廃された。

## 東日本大震災における動向
本法律は2011年の東北地方太平洋沖地震（東日本大震災）に際してクローズアップされることとなった。
福島県・宮城県・岩手県・青森県の太平洋側沿岸の各自治体では津波により甚大な被害受けた家屋が多数存在することから、4月13日、政府は本法律に基づく支援金の支払い手続きを簡素化することを決定した。具体的には、市町村職員が家屋の損壊度合いを調べ、全壊・半壊の認定をした罹災証明書の発行が前提となっていたものを、航空写真や衛星写真で家屋の流失が確認され、道路や水道などのインフラも破壊された地域の世帯に対しては、一律「全壊」扱いとして調査手続きを省いて罹災証明書を不要にし、それ以外の津波被災地でも、サンプル調査で1階天井まで浸水したことが一見して明らかな場合には、市町村の判断でその地域の家屋すべてを「全壊」扱いにできるようにするものである。
また、建物の被災について、建物の被災判定基準が液状化現象による被災に対応していない（多くの家屋が「一部損壊」と判定される）ことが指摘され、液状化被害の大きかった浦安市、千葉市、香取市など千葉県内16市の市長が松本龍防災担当相に要望を行っており、内閣府は「建物の傾き」「建物の基礎の潜り込み」による判定基準を追加し、液状化被害を受けた家屋の判断基準を事実上引き上げる救済措置を発表している。
震災復興関連の2011年度第一次補正予算案においては、本法律に基づいて被災者に渡される支援金への国の補助分として500億円が計上されているが、4月29日の衆院予算委員会での高橋千鶴子議員の「補正予算の規模では基金の残高と合わせても足りなくなる」との指摘に対し、松本龍防災担当相は第二次補正予算で増額する考えを明らかにした。

### 自然災害の解釈と原発避難者の法適用についての論争
被災者生活再建支援法の支給対象は家屋被害を受けた世帯のみならず、自然災害による長期避難世帯も支給対象としているが、福島第一原子力発電事故の長期避難者への適用は認められておらず、「自然災害」の解釈を巡って国（内閣府）福島県、浪江町、日弁連等の間で論争となっている。
そもそもは、2011年4月3日に福島県知事が菅直人内閣総理大臣に対し「東日本大震災に係る緊急要望」として被災者生活再建支援法を、原子力災害も対象に含めることを要望し、4月4日に浪江町議会が総務省及び海江田万里経済産業大臣に被災者生活再建支援制度の原子力災害事項の追加もしくは新たな生活支援のための制度構築を面会要望し、4月13日に参議院災害対策特別委員会で公明党山本博司議員が原発事故避難者も適用するよう質問し、6月1日に、みどりの未来が支援法22条2号ハに該当するので支給対象に加えるべきと提言し、7月25日の参議院予算委員会で、みんなの党川田龍平議員が「長期避難世帯認定が福島県でないことを指摘し、原子力災害の長期避難者に支援金を出すよう主張」し、8月19日に日弁連が「東日本大震災復興構想会議の提言に対する意見書」として複合災害の被害者である原発事故被害者を支援法による支援とするよう提言した。
さらに2012年5月18日に自由民主党の衆議院議員秋葉賢也は「福島第一原子力発電所事故による被災者への被災者生活支援制度適用に関する質問主意書」により、「福島原子力発電所事故による避難により長期にわたり住宅が居住不能な場合には、被災者生活再建支援制度を弾力的に運用して支援金を支給することにより、かかる被災者の生活の再建を支援すべき」「弾力的運用が困難な場合には、被災者生活再建支援法の改正により、かかる被災者の生活の再建を支援すべき」と考え、政府の見解を質問したが、時の野田佳彦総理大臣は「原子力損害の賠償に関する法律（昭和三十六年法律第百四十七号）第三条第一項本文の規定により東京電力がその損害を賠償する責めに任ずることとなる。」を回答するなど、民主党政権は原発事故避難者への支援金の支給をことごとく退けた。
なお、原発事故の避難者にも、同制度を適用すべきとした秋葉賢也は、自民党が与党になると復興副大臣となっている。
日本弁護士連合会では、平成24年7月5日に公開された東京電力福島原子力発電所事故調査委員会（国会事故調）の報告書において、本件原発事故の「直接的原因は、地震及び地震に誘発された津波という自然現象である」と結論付けられていることから、本原発事故が、地震・津波に起因していることは疑いなく、本件原発事故と自然災害との間に因果関係があることは明らかであることから、自然災害に起因する災害について支援の対象としている被災者生活再建支援法を原発事故避難者にも適用するよう会長声明で求めている。日本弁護士連合会の会長声明は、法律の解釈にしたがって人権の侵害になるとされている場合に出されるものである。（日弁連HP参照）
福島県議会では、同法制度が県の自治事務であり、県内外に多くの原発避難者を抱えているにもかかわらず、これまで「自然災害の解釈と原発避難者の法適用についての論争」がされず県政のチェック機能を果たしていない。平成23年度6月議会（7月1日定例会）で、日本共産党神山悦子議員の「避難住民の携帯電話通話料の負担も小さくありません。災害救助法を適用するなどして被災者の負担軽減を図るよう求めますが、県の考えを伺います。」という質疑に、 荒竹宏之生活環境部長が「避難者の携帯電話通話料の負担軽減につきましては、被災者の生活全般の支援のため、被災者生活再建支援法による支給金額の大幅な拡充や原子力災害被災者に対する同法による救済等を国に強く要請しているところであります。」と論点が外れた応答がされたのみであり、平成25年6月議会まで被災当事県でありながらまったく議論されていない。（福島県HP参照）
2013年4月10日に浪江町長は根本匠復興大臣に対し「東日本大震災に起因する原発事故による長期避難世帯を被災者生活再建支援法の長期避難世帯と認めるよう求める要望書」を提出し、同じく佐藤雄平福島県知事に対し「東日本大震災に起因する原発事故による長期避難世帯を被災者生活再建支援法の長期避難世帯と認め速やかに支援金の支給を求める要望書」を提出した。これに呼応して、4月26日に山岸憲司日本弁護士連合会会長は「被災者生活再建支援法の福島第一原子力発電所事故の長期避難者への適用を求める会長声明」を行なった。
浪江町では、(1)自然災害に起因する今回の原子力発電所の事故を支給対象とせねば支援法が死に法となる。(2)法解釈は現場を知る福島県が被災者に寄り添い、柔軟に運用する義務がある。(3)東京電力原子力事故により被災した子どもをはじめとする住民等の生活を守り支えるための被災者の生活支援等に関する施策の推進に関する法律の趣旨を踏まえ被災者生活再建支援法を適用すべき。(4)長期避難世帯の認定は、被災自治体や社会福祉士会、弁護士会などの専門家の意見を参考にすべき。(5)復興予算をまず被災者の生活再建資金に使うべき。(6)被災者生活再建支援法は、平成7年の阪神・淡路大震災の教訓を受け誕生し、様々な災害を乗り越え改良を積み重ねてきた法律であるとし、被災地は、その精神を受け継ぎ、次につなげる義務がある。などと主張している。（浪江町HP参照）
2013年5月20日、福島県弁護士会会長小池達哉氏は会長声明で「本件原発事故による避難者は、避難生活の長期化により、生活資金が枯渇しつつある。福島復興再生支援特別措置法及びいわゆる原発事故子ども・被災者支援法による生活再建施策も早急に進められるべきは当然として、本件原発事故による長期避難者が置かれた現状に鑑みれば、支援法を弾力的に運用して早期に支援金を支給することにより復興を後押しすることも検討されるべきである。」と会長声明をしている。（福島県弁護士会HP参照）
2013年5月27日、富岡町議会は根本匠復興大臣等に直接「復興に関する要望書」を手渡した。その中で本制度の見直しについて申請期間の延長、原発事故の長期避難者を含めること、帰還に対する経費や心の負担等への新支援制度を確立することを要望している。（富岡町HP参照）
全国原子力発電所所在市町村協議会（全原協、会長：河瀬一治敦賀市長）では、被災地の復興についての要望事項のひとつとして、「国は、国策である原子力発電が甚大な原子力災害を招いたことを強く認識し、長期避難を強いられている被災者の生活再建のため、被災者生活再建支援法が定める長期避難世帯に対する支援と同等の支援制度を創設するなど、国の責任による救済措置を講ずること。」と新法創設を掲げている。（全原協HP参照）
国は、これまでの前政権からの整理として、地震・津波によるといわれる天災、自然災害による被災者に対しては災害救助法、災害弔慰金の支給等に関する法律、被災者生活再建支援法で対応し、今回の原子力災害の賠償は原子力損害賠償法で対応されてきた経過があるが、国の責任を放棄するのでなく、東京電力がこの賠償金が速やかに支払われるよう全面的にバックアップをするとしている。
内閣府は、有識者を交えて検討したが、対象を広げると福島県だけで最大約900億円かかるなど、財源不足も背景にあり、「原発事故は、自然災害との因果関係が薄い人災だから、東電が住民の損害を償うべきだ」との理由から、対象拡大を見送った経過があるとしている。（『毎日新聞』2013年5月1日朝刊社会面参照）
また、当初、東電による賠償金の仮払金100万円は、原発避難者が対象外である被災者生活再建支援法の基礎支援金を参考に決められた経過がある。
2013年6月12日、文部科学省の原子力損害賠償紛争審査会の能見善久会長は、双相地域6市町村の現地調査を行い、帰還困難地域は住民が戻る見込みが立たないとして、財物賠償のほかに避難者の生活再建に必要な金額の差を埋める必要性に言及し、移住費用の賠償を追加検討する考えを示した。